# Vodo Cadore
Vodo Cadore – miejscowość i gmina we Włoszech, w regionie Wenecja Euganejska, w prowincji Belluno.
Według danych na styczeń 2009 gminę zamieszkiwało 896 osób przy gęstości zaludnienia 19,1 os./1 km².